# Dieter Hoffmann (Schriftsteller)
Dieter Hoffmann (* 2. August 1934 in Dresden; † 3. Januar 2024 in Ebersbrunn (Geiselwind)) war ein deutscher Schriftsteller, Lyriker, Essayist und Autor für moderne Kunst.

## Leben und Wirken
Dieter Hoffmann wuchs in Dresden auf und übersiedelte 1957 in die Bundesrepublik, nachdem ihm in der DDR ein Berufsverbot auferlegt wurde. Seit 1961 war er als Feuilletonredakteur in Stuttgart und anschließend in gleicher Position bei der Frankfurter Neuen Presse in Frankfurt am Main beschäftigt. Seit 1979 war er auch freier Mitarbeiter bei der Frankfurter Allgemeinen Zeitung, wo er unter dem Pseudonym Anton Thormüller schrieb. Seit 1969 war Hoffmann Mitglied und von 1974 bis 1981 Vizepräsident der Akademie der Wissenschaften und der Literatur Mainz, 1998 hatte er eine Poetikdozentur an der Johannes Gutenberg-Universität Mainz inne.
Hoffmann wurde als „Vermittler zwischen Lyrik und bildender Kunst“ bezeichnet. Bereits in Dresden knüpfte er Kontakte zu zahlreichen Malern wie Hans Körnig, Ernst Hassebrauk und Helmut Schmidt-Kirstein. In Südwestdeutschland schloss er Freundschaften mit namhaften Künstlern wie Max Ackermann, Eugen Batz und Horst Antes. Er gilt als „[…] Grenzgänger zwischen zwei Kulturen – Ost und West.“ Die zahlreichen Werke, die aus der Zusammenarbeit mit Künstlern entstanden, wurden 2005 in den Ausstellungen Das Wort liebt Bilder. Dieter Hoffmann – Arbeiten mit Künstlern und Pressen 1955 bis 2005 im Deutschen Buch- und Schriftmuseum in Leipzig und anschließend in der Deutschen Bibliothek in Frankfurt am Main gezeigt.
Hoffmann lebte und arbeitete zuletzt in Markt Geiselwind. Er war seit 1964 verheiratet. Am 3. Januar 2024 starb er nach langer Krankheit.

## Werke

### Schriften
- Aufzücke deine Sternenhände. Gedichte, 1953 (Privatdruck).
- Mohnwahn. Gedichte, 1956 (mit Lithografien von Helmut Schmidt-Kirstein).
- Eros im Steinlaub. Gedichte, 1961.
- Ziselierte Blutbahn. Gedichte, 1964.
- Stierstädter Gartenbuch. Gedichte, 1964.
- Veduten. Gedichte, 1969.
- Lebende Bilder. Gedichte aus einem Jahrzehnt, Verlag v.Hase & Koehler, 1971.
- Gedichte aus der Augustäischen DDR, 1977.
- Engel am Pflug. Gedichte, Verlag v.Hase & Koehler, 1980.
- Farbige Kreiden. Gedichte, Verlag v.Hase & Koehler, 1984.
- Drei ländliche Bilder. Gedichte, Verlag v.Hase & Koehler, 1989.
- Graskrone. Nachgetragene ländliche Bilder. Gedichte, Verlag v.Hase & Koehler, 1993.
- Die Lößnitz und ihre Künstler. In: Dresdner Geschichtsverein (Hrsg.): Kulturlandschaft Lößnitz-Radebeul. (= Dresdner Hefte Nr. 54), Verlag Dresdner Geschichtsverein, Dresden 1998, ISBN 3-910055-44-3, S. 69–76.
- Gedichte aus der DDR selig, 1999.
- Neue Nymphen, 50 Gedichte, 2000, Edition der Berliner Graphikpresse, mit Strichätzungen von Dieter Goltzsche.
- Streublumenmuster – Ein Florilegium, 2001.
- Berliner Blicke, Corvinus Presse, 2012.
- Bier-Nomaden, mit Grafiken von Kay Voigtmann, Corvinus Presse, 2013.

### Ausgewählte Gedichte
- Empire-Herbst (Die Hellebarden der Platanenblätter)
- Brauerei (Das Wappen der Stille ist hopfenumkränzt)
- Flug (Ein Aluminium-Morgen)[3]

## Ausstellungen
- 1991: Dieter Hoffmann und seine Künstlerfreunde, Klingspor-Museum, Offenbach am Main
- 1994: Dieter Hoffmann – Dichter und Kunstfreund, Sächsische Landesbibliothek, Dresden
- 2005: Das Wort liebt Bilder. Dieter Hoffmann – Arbeiten mit Künstlern und Pressen 1955 bis 2005, Deutsches Buch- und Schriftmuseum, Leipzig und Deutsche Bibliothek, Frankfurt am Main

## Preise
- 1963: Stipendium Villa Massimo, Rom
- 2001: Wilhelm-Heinse-Medaille der Akademie der Wissenschaften und der Literatur Mainz[4]